# Ohrenbach
Ohrenbach è un comune tedesco di 645 abitanti, situato nel land della Baviera.